# Beaghmore

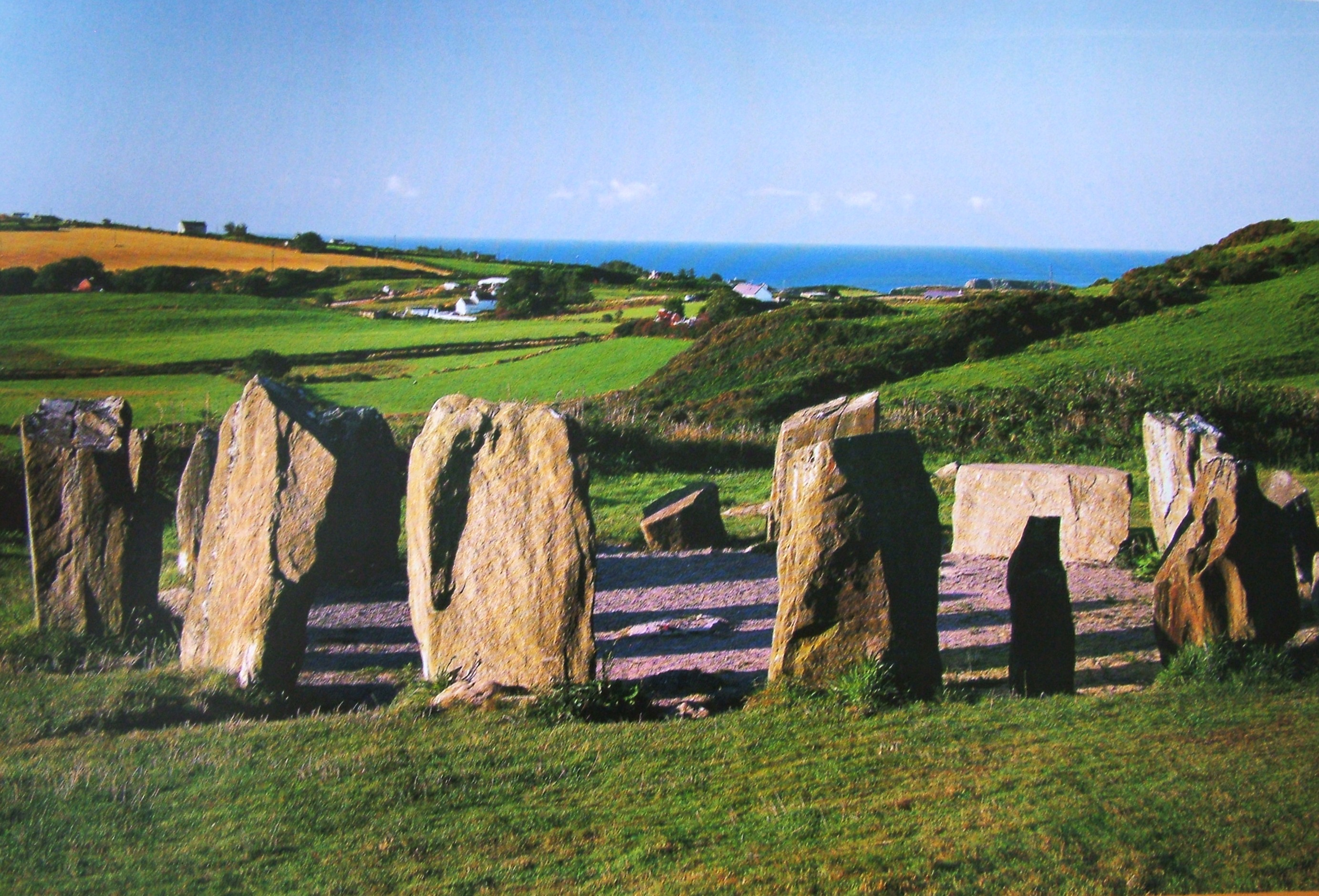

Die Steinkreise von Beaghmore (irisch An Bheathaidh Mhór) liegen 13,5 km nordwestlich von Cookstown im County Tyrone in Nordirland und gehören zu den Ulster-Kreisen. Sie wurden in der Mitte des 20. Jahrhunderts von Torfstechern in den Sperrin Mountains entdeckt. Die recht niedrigen Steine der sieben Kreise waren im Laufe der Jahrhunderte völlig vom Moor überdeckt worden. Ihre Entstehung wird auf 1600 v. Chr. datiert.
Eine Fläche von 20.000 m² wurde zwischen 1945 und 1949 und wiederum 1965 untersucht, wobei Kreise, kleine Steinhaufen und Steinreihen freigelegt wurden. Die Anlage ist einzigartig in der Welt. Der größte der aufgestellten Menhire ist 1,2 m hoch; die meisten sind nur etwas mehr als kopfgroß. Die Anlage, die bereits einen älteren Vorläufer hatte, wird für einen bronzezeitlichen Kultplatz gehalten. Die Kreise sind Scheduled Monuments. 
George Barnett (1876–1965) war ein irischer Amateurarchäologe mit umfangreichem Wissen über die Sperrin Mountains. Er entdeckte die Steinkreise. 

Steinkreise von Beaghmore
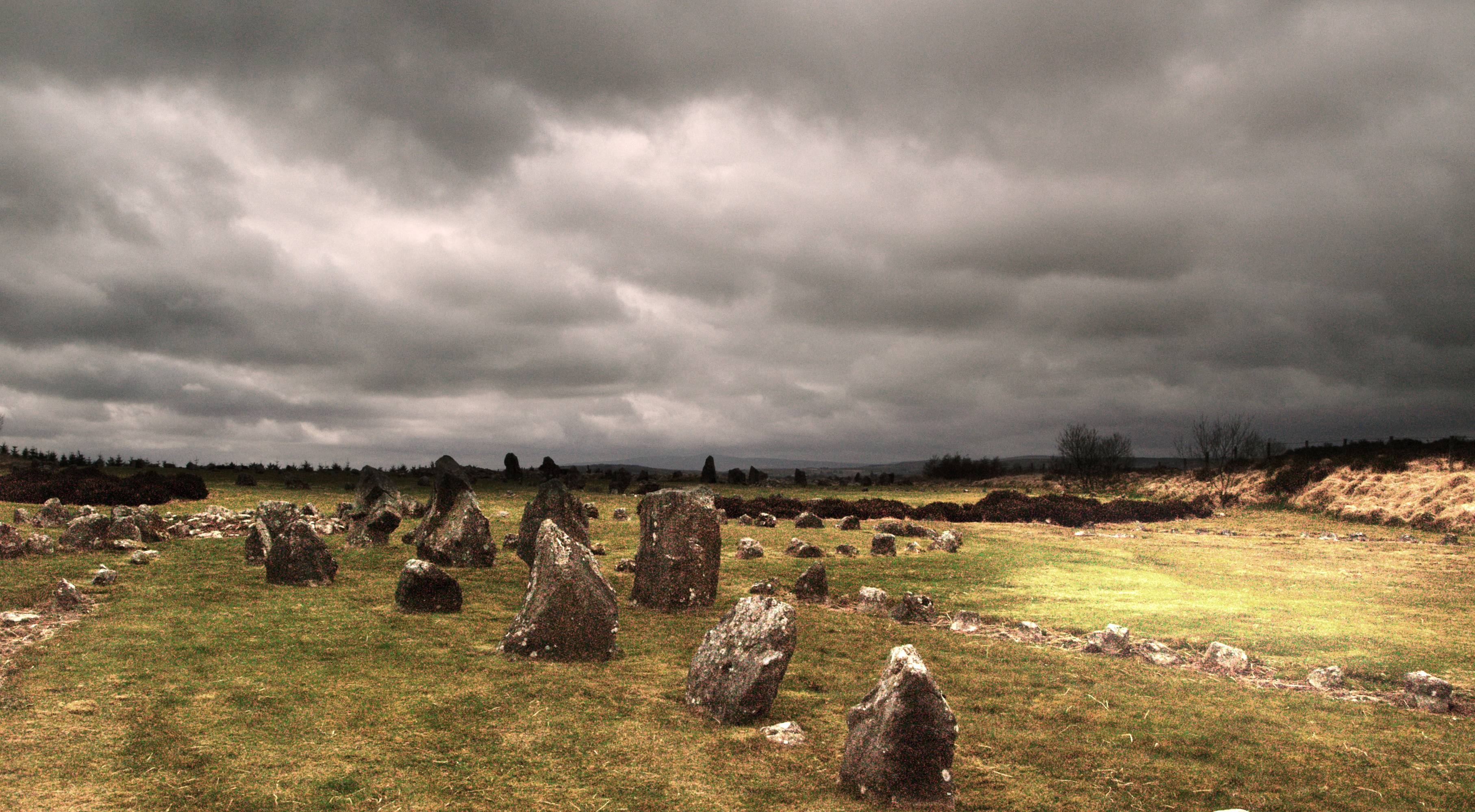
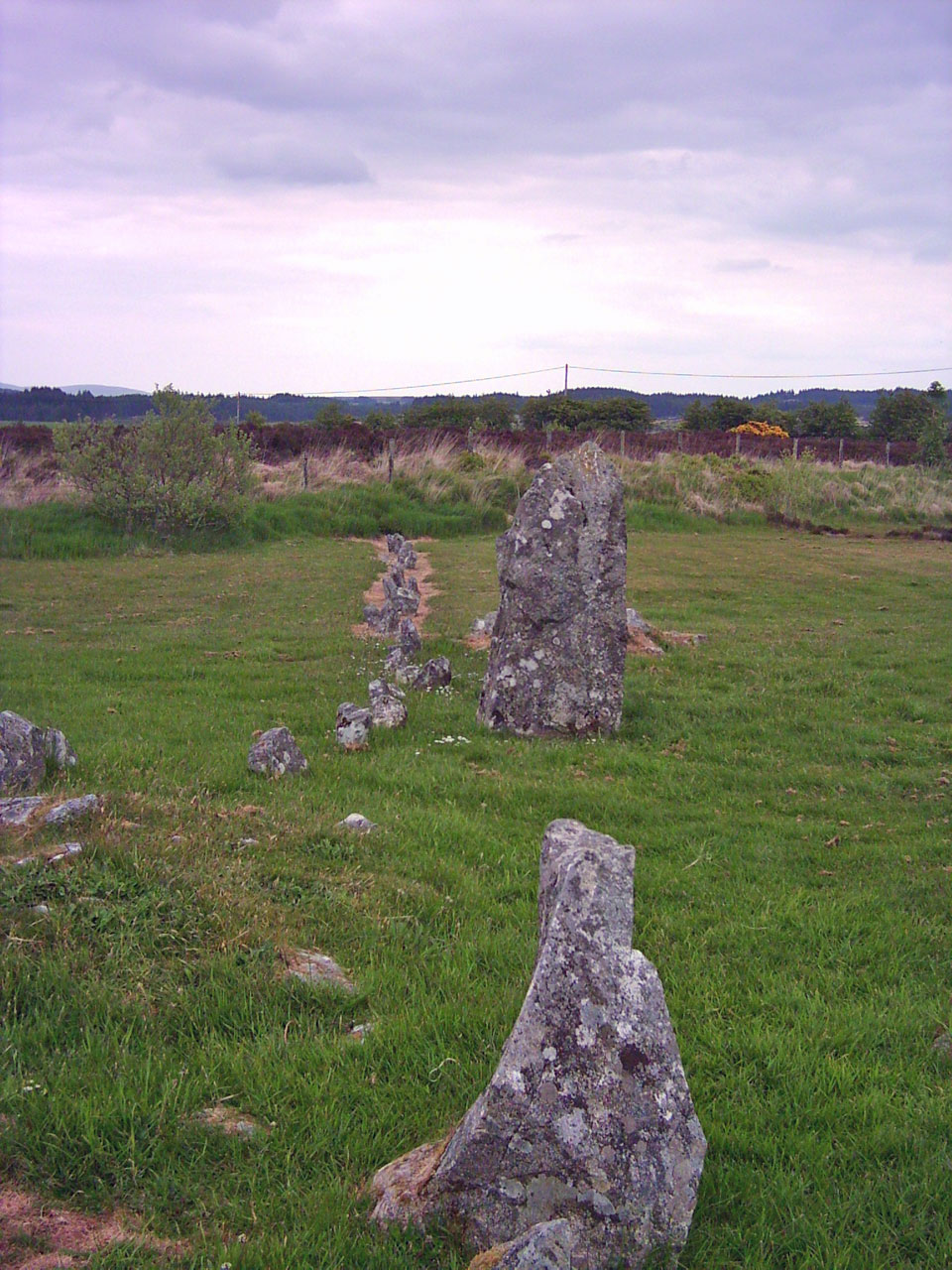
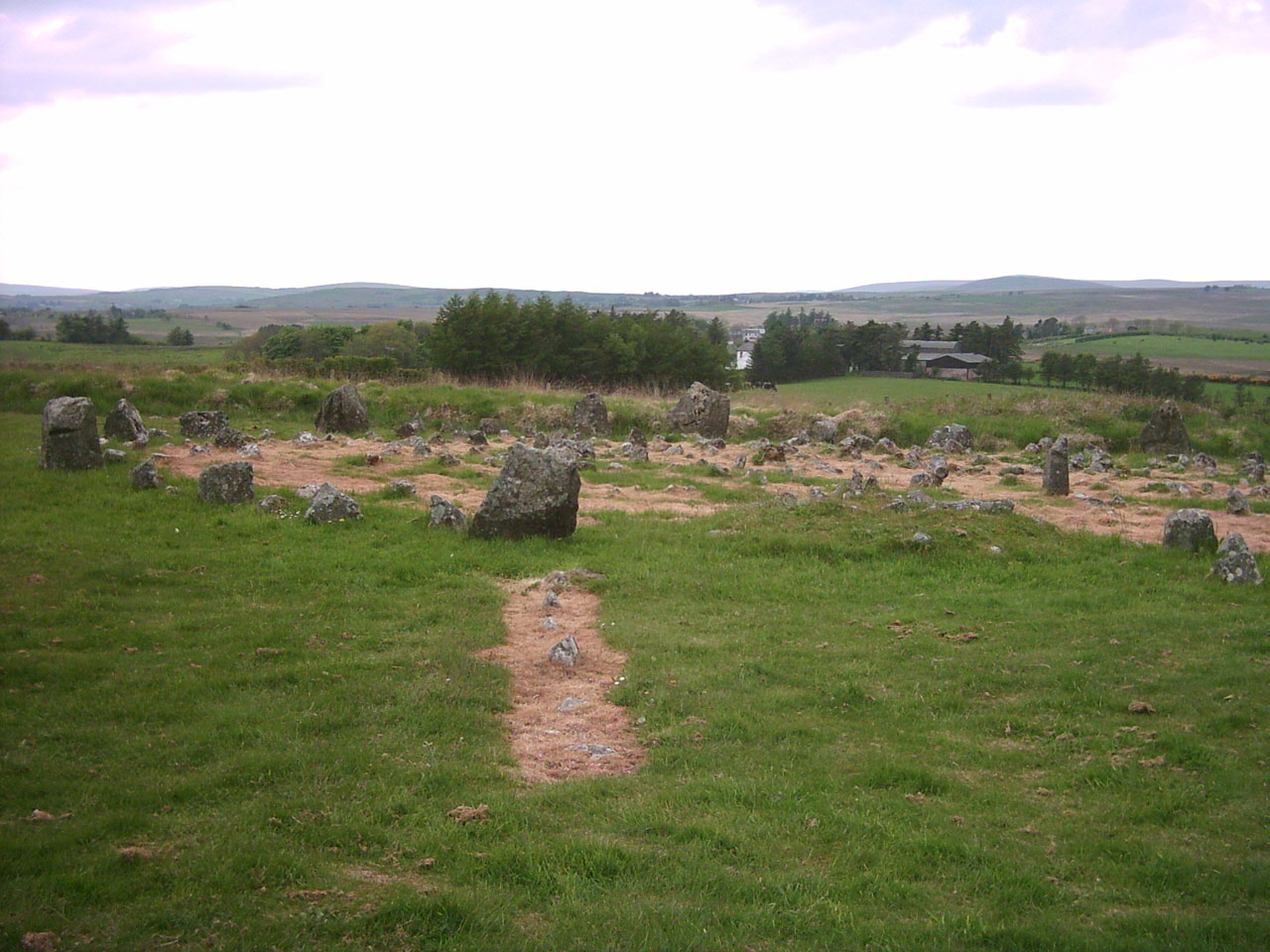
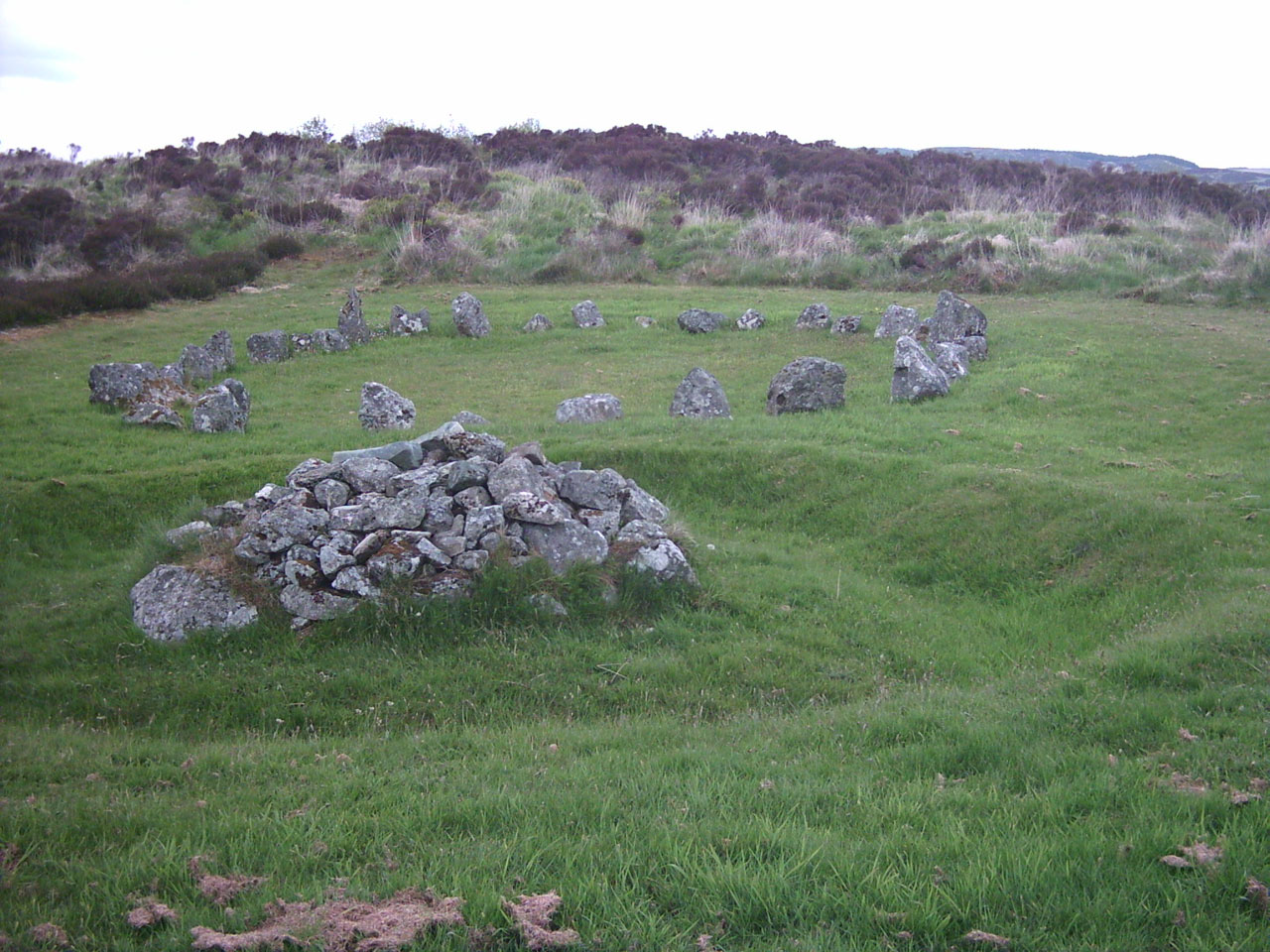

Der „Dragon’s teeth“ ist ein Steinkreis, dessen Innenraum vollständig mit Steinmaterial bedeckt ist. Eine ähnliche Architektur wurde in Irland nur beim Steinkreis von Kealkill im County Cork gefunden. Hauptmerkmal von Beaghmore und Castledamph sind sich tangierende Steinkreise, vergesellschaftet mit kleinen Steinhaufen und Alignements. Irische Steinkreise finden sich (von Ausnahmen abgesehen) nur in den Provinzen Munster-und Ulster. Die Steinkreise der Cork-Kerry-Serie liegen im Südwesten, wo die Countys Cork und Kerry herausragen. Im Norden ist unter den Steinkreisen der Ulster-Serie das County Tyrone zahlenmäßig am häufigsten vertreten.

## Parallelen
Das einzige französische Beispiel der tangierenden Art ist Er Lannic. Von der Form her ähnliche, allerdings unlithische Entwürfe sind Fort Navan, bei Emain Macha im County Armagh, dem Königssitz von Ulster und Deer Park Farms im County Antrim. Auch hier finden sich tangierende Kreise (allerdings aus Flechtwerk), die unterschiedlich groß, in Form einer Acht gestaltet sind. In Rheine-Altenrheine in Nordrhein-Westfalen wurden tangierende Kreisgräben aus der Eisenzeit ausgegraben.